# Xylocopa fimbriata
Xylocopa fimbriata är en biart som beskrevs av Fabricius 1804. Xylocopa fimbriata ingår i släktet snickarbin, och familjen långtungebin.

## Underarter
Arten delas in i följande underarter:
- X. f. fimbriata
- X. f. motaguensis